# Cabinet Ehard II
Le deuxième cabinet de Hans Ehard était le gouvernement du Land de Bavière du 20 septembre 1947 au 18 décembre 1950, ce qui en fait le quatrième gouvernement fédéré bavarois d'après-guerre.
Dirigé par le chrétien-social Hans Ehard, il était soutenu par la seule Union chrétienne-sociale en Bavière (CSU). Il s'agissait alors du premier gouvernement monopartite en Bavière.

## Composition
| Fonction                                       | Titulaire | Titulaire                                                                                        | Parti | Secrétaire d'État                                                                |
| ---------------------------------------------- | --------- | ------------------------------------------------------------------------------------------------ | ----- | -------------------------------------------------------------------------------- |
| Ministre-président                             |           | Hans Ehard                                                                                       | CSU   | Anton Pfeiffer directeur de la chancellerie d'État                               |
| Vice-ministre-président Ministre de la Justice |           | Josef Müller                                                                                     | CSU   | Carljörg Lacherbauer jusqu'au (01/12/1948) Anton Konrad (à partir du 15/12/1949) |
| Ministre de l'Intérieur                        |           | Willi Ankermüller                                                                                | CSU   | Josef Schwalber Franz Fischer (Construction) Wolfgang Jaenicke (Réfugiés)        |
| Ministre des Finances                          |           | Hans Kraus (jusqu'au 08/02/1950) Hans Ehard (intérim)                                            | CSU   | Hans Müller                                                                      |
| Ministre de l'Économie                         |           | Hanns Seidel                                                                                     | CSU   | Hanns Geiger                                                                     |
| Ministre de l'Agriculture et des Forêts        |           | Joseph Baumgartner jusqu'au 15/01/1948 Hans Ehard (intérim) Alois Schlögl à partir du 26/02/1948 | CSU   | Adam Sühler                                                                      |
| Ministre des Transports                        |           | Otto Frommknecht                                                                                 | CSU   | Lorenz Sedlmayr                                                                  |
| Ministre de l'Enseignement et de la Culture    |           | Alois Hundhammer                                                                                 | CSU   | Dieter Sattler                                                                   |
| Ministre du Travail et de l'Assistance sociale |           | Heinrich Krehle                                                                                  | CSU   | Andreas Grieser à partir du 24 octobre 1947                                      |
| Ministre avec Attributions spéciales           |           | Ludwig Hagenauer jusqu'au 20/07/1949                                                             | CSU   |                                                                                  |